# A neptúnium izotópjai
A neptúnium (Np) mesterségesen előállított elem, így standard atomtömege nem adható meg. A többi mesterséges elemhez hasonlóan a neptúniumnak sincs stabil izotópja. Elsőként a 239Np-et szintetizálták 1940-ben, 238U-at bombáztak neutronokkal, az így keletkező 239U-ből béta-bomlás során keletkezett 239Np.
A természetben nyomokban kimutatható jelenléte a természetes urán neutronbefogásának köszönhetően.
Húsz radioizotópját írták le, közülük a legstabilabbak a 237Np (felezési ideje 2,14 millió év), 237Np (154000 év) és a 235Np (396,1 nap). A többi izotóp felezési ideje 4,5 napnál rövidebb, a többsége az 50 percet sem éri el. 4 magizomerje ismert, közülük a legstabilabb a 236mNp (t1/2 22,5 óra).
A neptúniumizotópok atomtömege a 225,0339–244,068 u tartományba esik (225Np és 244Np). A legstabilabb izotópnál (237Np) könnyebbek elsősorban elektronbefogással (jó néhány alfa-bomlással) bomlanak, míg a nehezebb izotópok főként béta-bomlóak. Előbbiek esetén a bomlástermék többnyire protaktínium, az utóbbiaknál főként plutónium.

## Néhány nevezetes izotóp

### Neptúnium-235
A neptúnium-235 142 neutront tartalmaz, felezési ideje 400 nap, atomtömege 235,0440633 gramm/mol. Lehetséges bomlási módjai:
- alfe-részecske kibocsátása - a bomlási energia 5,2 MeV, a bomlástermék Pr-231;
- Elektronbefogás - a bomlási energia 0,125 MeV, a leánymag U-235.

### Neptúnium-236
A neptúnium-236 143 neutront tartalmaz, felezési ideje 154 000 év, atomtömege 236,04657 gramm/mol. Lehetséges bomlási módjai:
- elektronbefogás - a bomlási energia 0,93 MeV, a leánymag U-236;
- béta-emisszió - a bomlási energia 0,48 MeV, a bomlástermék Pu-236;
- alfa-bomlás - a bomlási energia 5,007 MeV, a termék Pr-232.

Hasadóanyag, kritikus tömege 6,79 kg.
Kis mennyiségű 236Np keletkezik 237Np-ből (n,2n) és (γ,n) reakció révén, azonban szinte lehetetlen jelentős mennyiségben elkülöníteni az anyaelem  237Np-től. Ez az oka annak, hogy kis kritikus tömege és nagy neutronbefogási hatáskeresztmetszete ellenére nem tanulmányozták atomfegyverekben vagy atomreaktorokban hasadóanyagként történő felhasználását.

### Neptúnium-237

A neptúnium-237 (egyszerűsített) bomlási sémája

Míg a legtöbb aktinoida végül stabil ólomizotópra bomlik, a 237Np a neptúnium bomlási soron át végül a tallium stabil 205-ös izotópjává alakul.
2002-ben kimutatták, hogy a 237Np képes nukleáris láncreakciót fenntartani gyors neutronokkal – ilyen folyamat megy végbe az atomfegyverekben is –, kritikus tömege körülbelül 60 kg. Termikus neutronok hatására viszont csak kis valószínűséggel hasad, emiatt nem alkalmas hagyományos atomerőművek fűtőanyagának.
A 237Np az egyetlen olyan neptúniumizotóp, mely jelentős mennyiségben keletkezik a fűtőanyagciklusban, részben az urán-235 és -236 sorozatos neutronbefogása révén vagy (n,2n) reakcióban, ha egy gyors neutron neutront lök ki urán-238-ból vagy a plutónium valamelyik izotópjából. Hosszabb távon – az amerícium-241 bomlásatermékeként – a kimerült fűtőanyagban is keletkezik 237Np.
A Yucca Mountain mélységi nukleáris hulladéktározóban a 237Np várhatóan az egyik legmobilisabb izotóp lenne.

#### Felhasználása plutónium-238 előállítására
Neutronbombázás hatására a 237Np neutronbefogással 238Pu-cá alakul át, melyet űreszközök energiaforrásaként lehet felhasználni. Az ilyen alkalmazás gazdaságilag olyankor praktikus, amikor napelemekkel a szükséges teljesítményt vagy annak állandóságát nem lehetne biztosítani.

## Táblázat
| nuklid jele | Z(p)                | N(n)                | izotóptömeg (u)     | felezési idő    | bomlási mód(ok) | leány- izotóp(ok) | magspin   |
| nuklid jele | gerjesztési energia | gerjesztési energia | gerjesztési energia | felezési idő    | bomlási mód(ok) | leány- izotóp(ok) | magspin   |
| ----------- | ------------------- | ------------------- | ------------------- | --------------- | --------------- | ----------------- | --------- |
| 225Np       | 93                  | 132                 | 225,03391(8)        | 3# ms [>2 µs]   | α               | 221Pa             | 9/2−#     |
| 226Np       | 93                  | 133                 | 226,03515(10)#      | 35(10) ms       | α               | 222Pa             |           |
| 227Np       | 93                  | 134                 | 227,03496(8)        | 510(60) ms      | α (99,95%)      | 223Pa             | 5/2−#     |
| 227Np       | 93                  | 134                 | 227,03496(8)        | 510(60) ms      | β+ (0,05%)      | 227U              | 5/2−#     |
| 228Np       | 93                  | 135                 | 228,03618(21)#      | 61,4(14) s      | β+ (59%)        | 228U              |           |
| 228Np       | 93                  | 135                 | 228,03618(21)#      | 61,4(14) s      | α (41%)         | 224Pa             |           |
| 228Np       | 93                  | 135                 | 228,03618(21)#      | 61,4(14) s      | β+, SF (0,012%) | (többféle)        |           |
| 229Np       | 93                  | 136                 | 229,03626(9)        | 4,0(2) perc     | α (51%)         | 225Pa             | 5/2+#     |
| 229Np       | 93                  | 136                 | 229,03626(9)        | 4,0(2) perc     | β+ (49%)        | 229U              | 5/2+#     |
| 230Np       | 93                  | 137                 | 230,03783(6)        | 4,6(3) perc     | β+ (97%)        | 230U              |           |
| 230Np       | 93                  | 137                 | 230,03783(6)        | 4,6(3) perc     | α (3%)          | 226Pa             |           |
| 231Np       | 93                  | 138                 | 231,03825(5)        | 48,8(2) perc    | β+ (98%)        | 231U              | (5/2)(+#) |
| 231Np       | 93                  | 138                 | 231,03825(5)        | 48,8(2) perc    | α (2%)          | 227Pa             | (5/2)(+#) |
| 232Np       | 93                  | 139                 | 232,04011(11)#      | 14,7(3) perc    | β+ (99,99%)     | 232U              | (4+)      |
| 232Np       | 93                  | 139                 | 232,04011(11)#      | 14,7(3) perc    | α (0,003%)      | 228Pa             | (4+)      |
| 233Np       | 93                  | 140                 | 233,04074(5)        | 36,2(1) perc    | β+ (99,99%)     | 233U              | (5/2+)    |
| 233Np       | 93                  | 140                 | 233,04074(5)        | 36,2(1) perc    | α (0,001%)      | 229Pa             | (5/2+)    |
| 234Np       | 93                  | 141                 | 234,042895(9)       | 4,4(1) nap      | β+              | 234U              | (0+)      |
| 235Np       | 93                  | 142                 | 235,0440633(21)     | 396,1(12) nap   | EC              | 235U              | 5/2+      |
| 235Np       | 93                  | 142                 | 235,0440633(21)     | 396,1(12) nap   | α (0,0026%)     | 231Pa             | 5/2+      |
| 236Np       | 93                  | 143                 | 236,04657(5)        | 1,54(6)·105 év  | EC (87,3%)      | 236U              | (6−)      |
| 236Np       | 93                  | 143                 | 236,04657(5)        | 1,54(6)·105 év  | β− (12,5%)      | 236Pu             | (6−)      |
| 236Np       | 93                  | 143                 | 236,04657(5)        | 1,54(6)·105 év  | α (0,16%)       | 232Pa             | (6−)      |
| 236mNp      | 60(50) keV          | 60(50) keV          | 60(50) keV          | 22,5(4) óra     | EC (52%)        | 236U              | 1         |
| 236mNp      | 60(50) keV          | 60(50) keV          | 60(50) keV          | 22,5(4) óra     | β− (48%)        | 236Pu             | 1         |
| 237Np       | 93                  | 144                 | 237,0481734(20)     | 2,144(7)·106 év | α               | 233Pa             | 5/2+      |
| 237Np       | 93                  | 144                 | 237,0481734(20)     | 2,144(7)·106 év | SF (2·10−10%)   | (többféle)        | 5/2+      |
| 237Np       | 93                  | 144                 | 237,0481734(20)     | 2,144(7)·106 év | CD (4·10−12%)   | 207Tl 30Mg        | 5/2+      |
| 238Np       | 93                  | 145                 | 238,0509464(20)     | 2,117(2) nap    | β−              | 238Pu             | 2+        |
| 238mNp      | 2300(200)# keV      | 2300(200)# keV      | 2300(200)# keV      | 112(39) ns      |                 |                   |           |
| 239Np       | 93                  | 146                 | 239,0529390(22)     | 2,356(3) nap    | β−              | 239Pu             | 5/2+      |
| 240Np       | 93                  | 147                 | 240,056162(16)      | 61,9(2) perc    | β−              | 240Pu             | (5+)      |
| 240mNp      | 20(15) keV          | 20(15) keV          | 20(15) keV          | 7,22(2) perc    | β− (99,89%)     | 240Pu             | 1(+)      |
| 240mNp      | 20(15) keV          | 20(15) keV          | 20(15) keV          | 7,22(2) perc    | IT (0,11%)      | 240Np             | 1(+)      |
| 241Np       | 93                  | 148                 | 241,05825(8)        | 13,9(2) perc    | β−              | 241Pu             | (5/2+)    |
| 242Np       | 93                  | 149                 | 242,06164(21)       | 2,2(2) perc     | β−              | 242Pu             | (1+)      |
| 242mNp      | 0(50)# keV          | 0(50)# keV          | 0(50)# keV          | 5,5(1) perc     |                 |                   | 6+#       |
| 243Np       | 93                  | 150                 | 243,06428(3)#       | 1,85(15) perc   | β−              | 243Pu             | (5/2−)    |
| 244Np       | 93                  | 151                 | 244,06785(32)#      | 2,29(16) perc   | β−              | 244Pu             | (7−)      |

1. ↑  Rövidítések:
CD: Klaszterbomlás
EC: Elektronbefogás
IT: Izomer átmenet
SF: Spontán maghasadás
2. ↑  Maghasadásra képes nuklid
3. ↑  A leggyakoribb nuklid

## Fordítás
Ez a szócikk részben vagy egészben  az   Isotopes of neptunium című angol Wikipédia-szócikk ezen változatának fordításán alapul.  Az eredeti cikk szerkesztőit annak laptörténete sorolja fel. Ez a jelzés csupán a megfogalmazás eredetét és a szerzői jogokat jelzi, nem szolgál a cikkben szereplő információk forrásmegjelöléseként.